# Repešský potok
Repešský potok je vodní tok, který pramení na Drahanské vrchovině a vtéká do říčky Hloučely.

## Průběh toku
Pramen se nachází jižně od vesnice Repechy, kde ihned po pramenné části následuje rybník, poté teče severovýchodně do vesnice a cestou napájí další rybníček. V Repechách sbírá vodu z údolí, ve kterém se nachází vesnička, a na jejím konci vtéká do vojenského újezdu Březina. Tady kopíruje trasu cyklostezky č. 5, která tady vede souběžně s cyklistickou trasou Greenway Krakov-Morava-Vídeň, a společně jdou východním směrem skrze Repešský žleb. Do něj ústí další údolí, například zleva Kořelínské s bezejmennými toky, zprava pak Bousínský žleb s Bousínským potokem. Těsně před ústím do Hloučely obtéká z jihu strmý hřbet, na kterém se nacházelo osídlení již v neolitu. Ve středověku bylo na vrcholu hřbetu, který je formován ze severu Hloučelou a z jihu právě Repešským potokem, postaveno opevnění známé jako Ježův hrad. Z něj se dochovaly již jen příkopy a náznaky zdí, z osídlení Městisko situované více severněji za říčkou Hloučelou, které bylo spjato s existencí hradu, jsou patrné pouze terénní nerovnosti.

## Fotogalerie

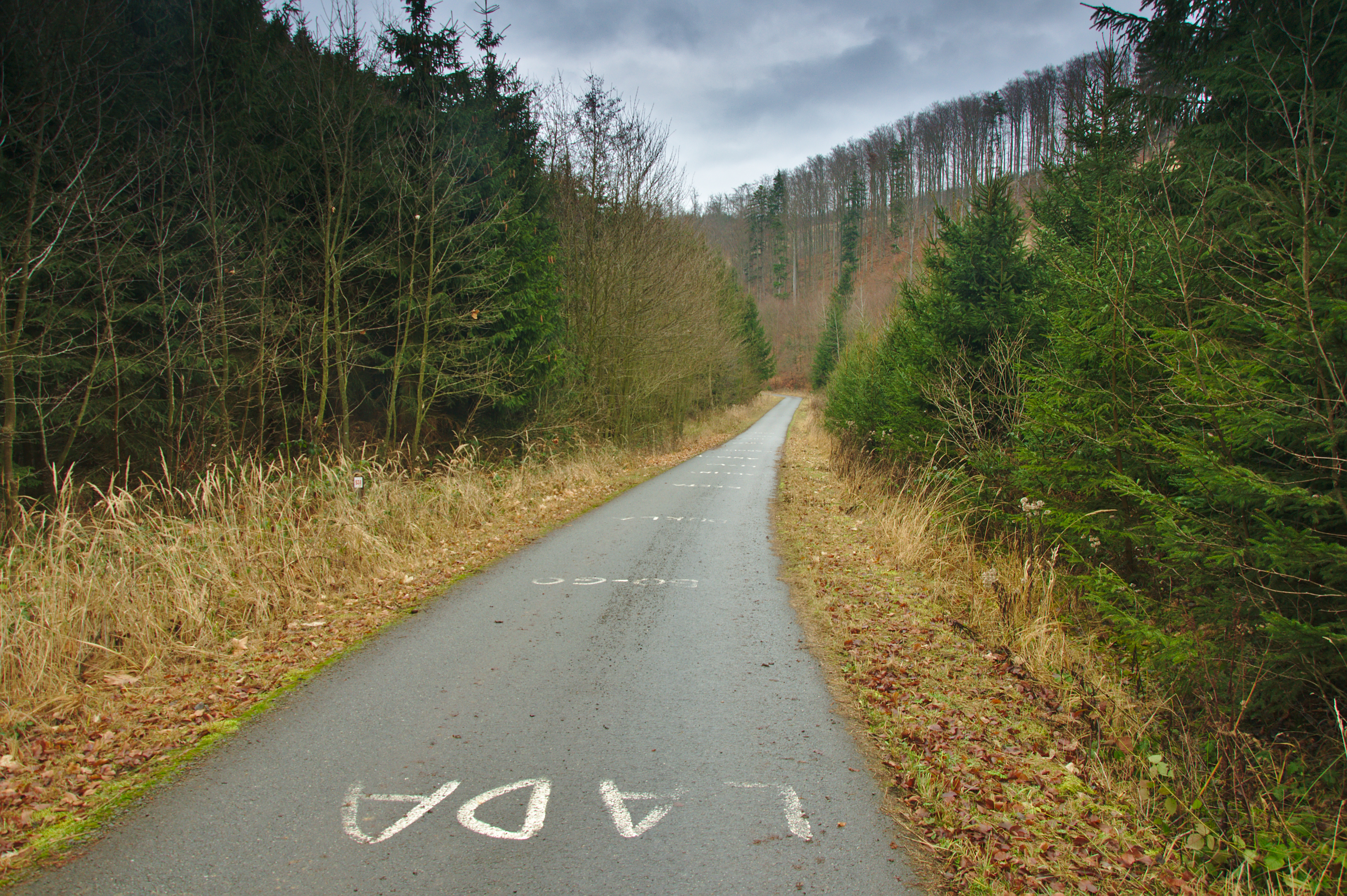
Repešský žleb na začátku vojenského újezdu Březina. Po asfaltované cestě vedou cyklotrasy
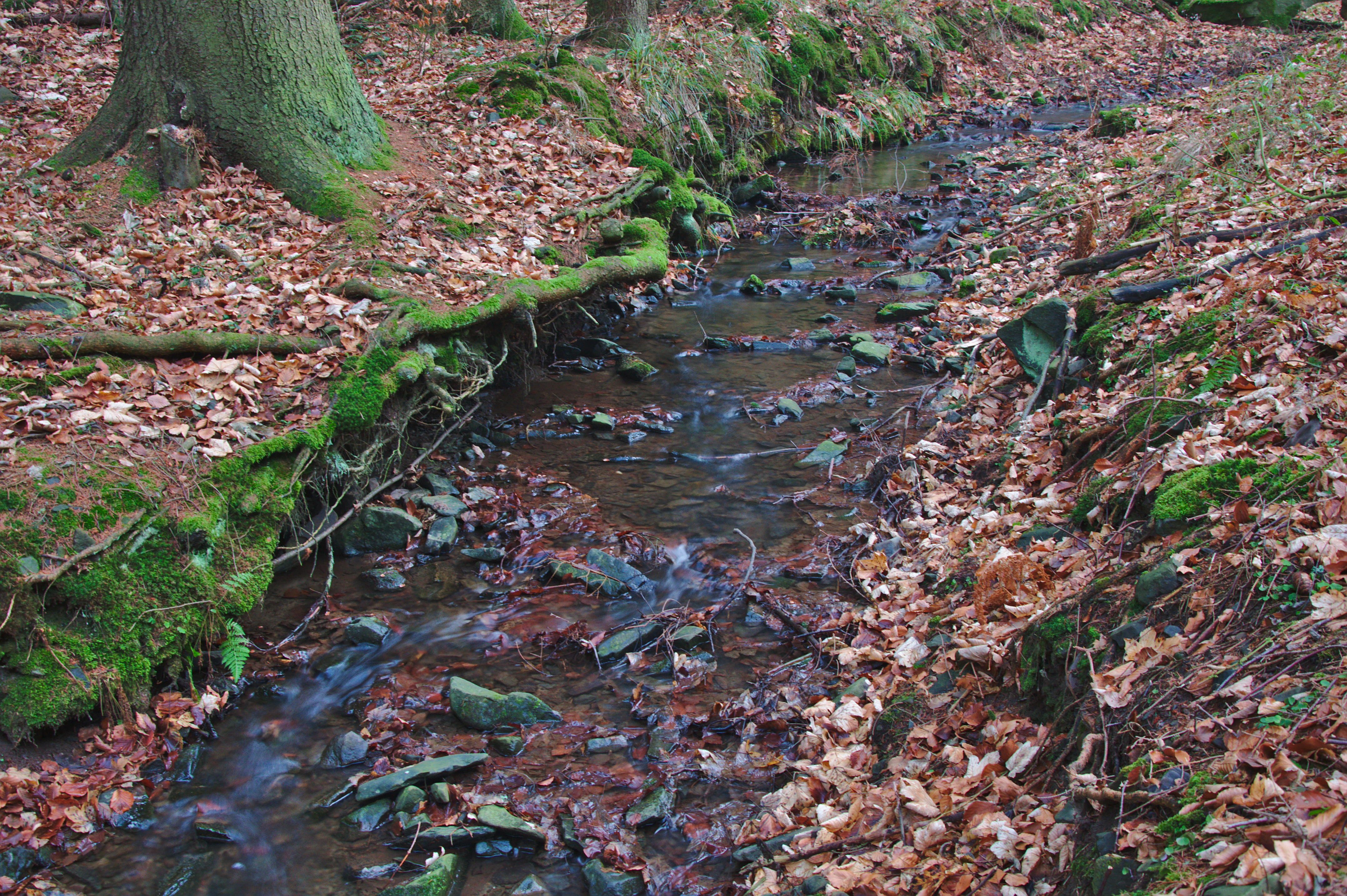
Potok u Kořelínského údolí
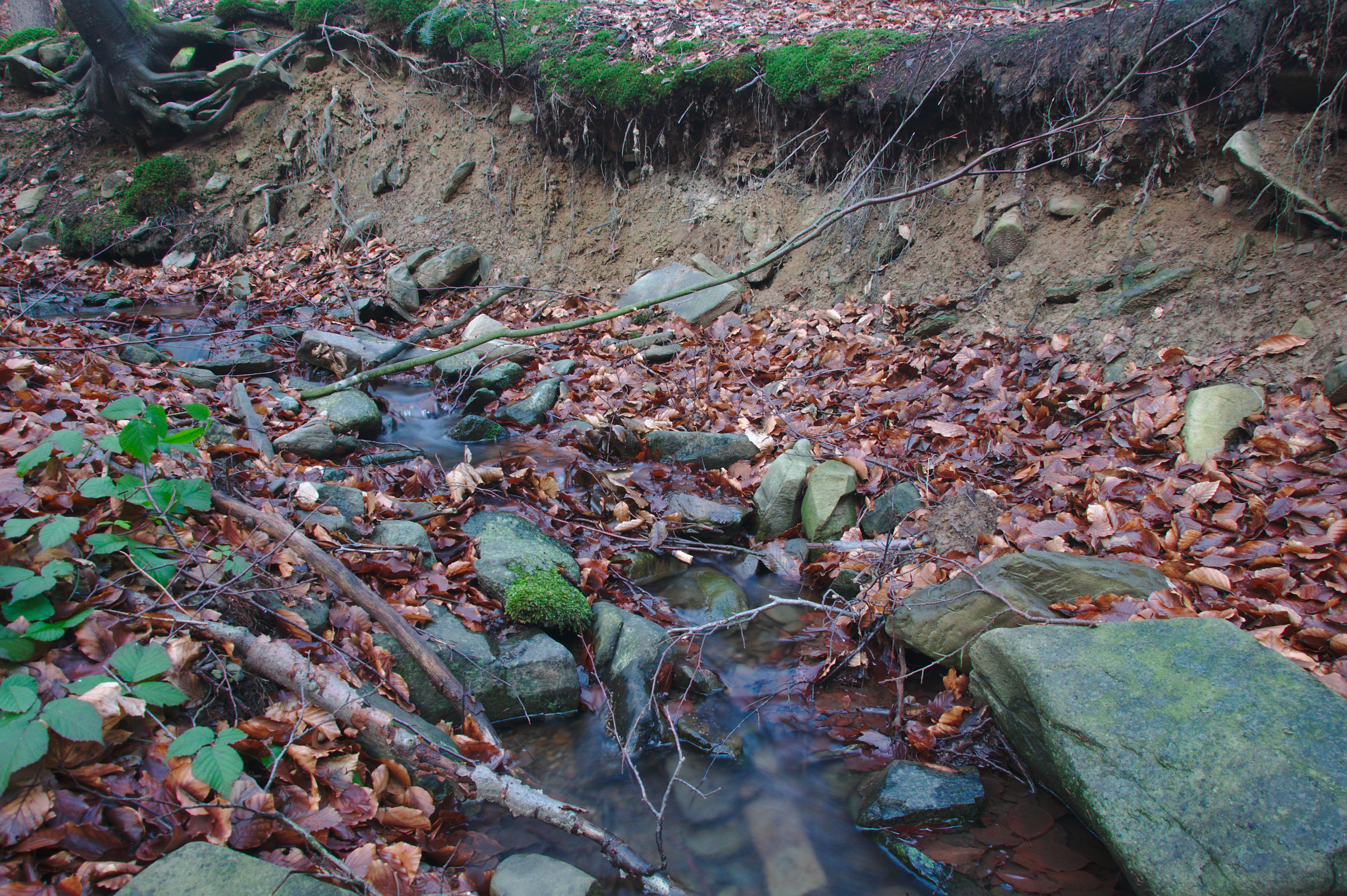
Bezejmenný levostranný přítok Repešského potoka z Kořelínského údolí
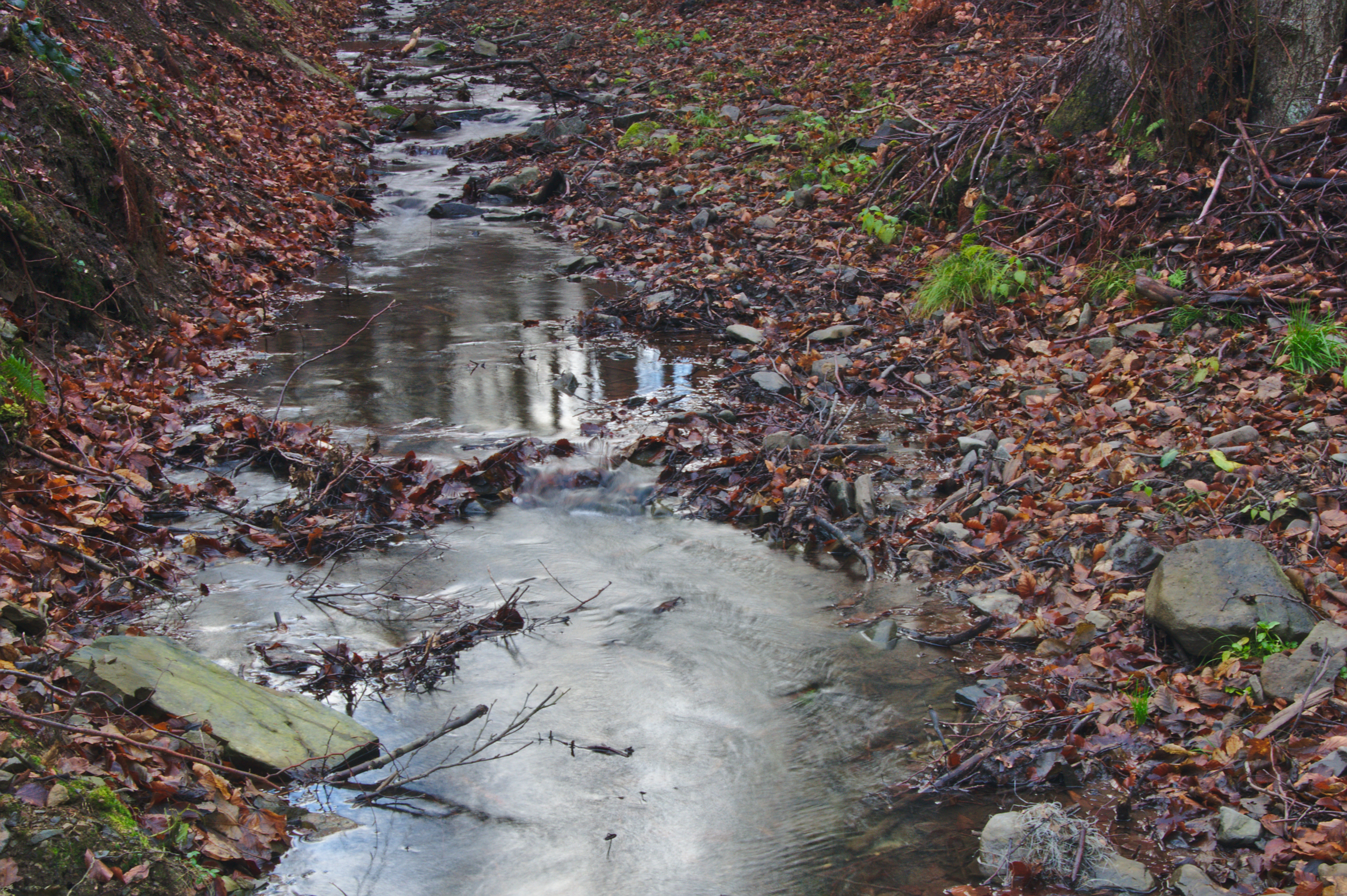
Potok po soutoku s dalšími toky z Kořelínského údolí
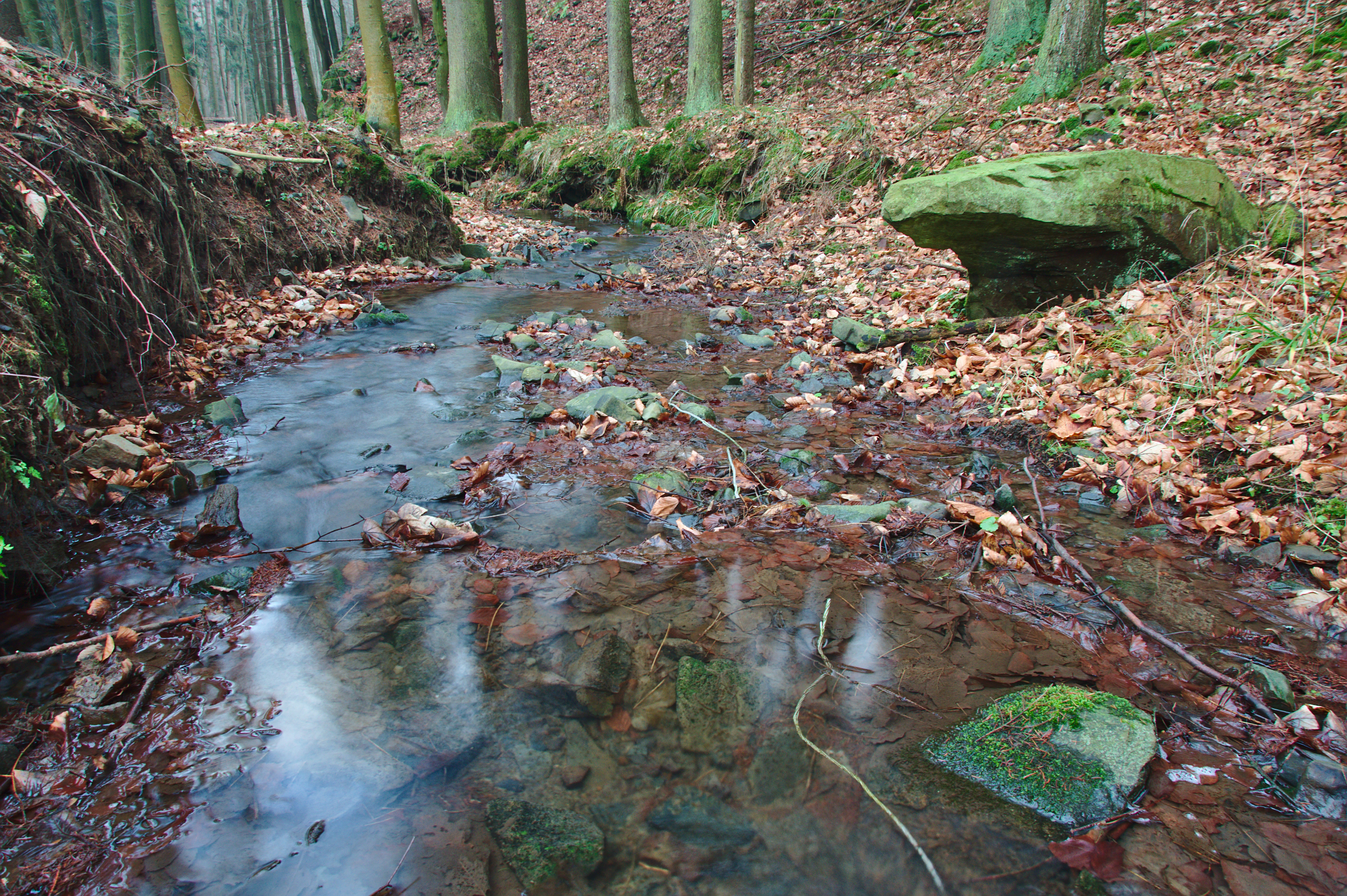
Repešský potok
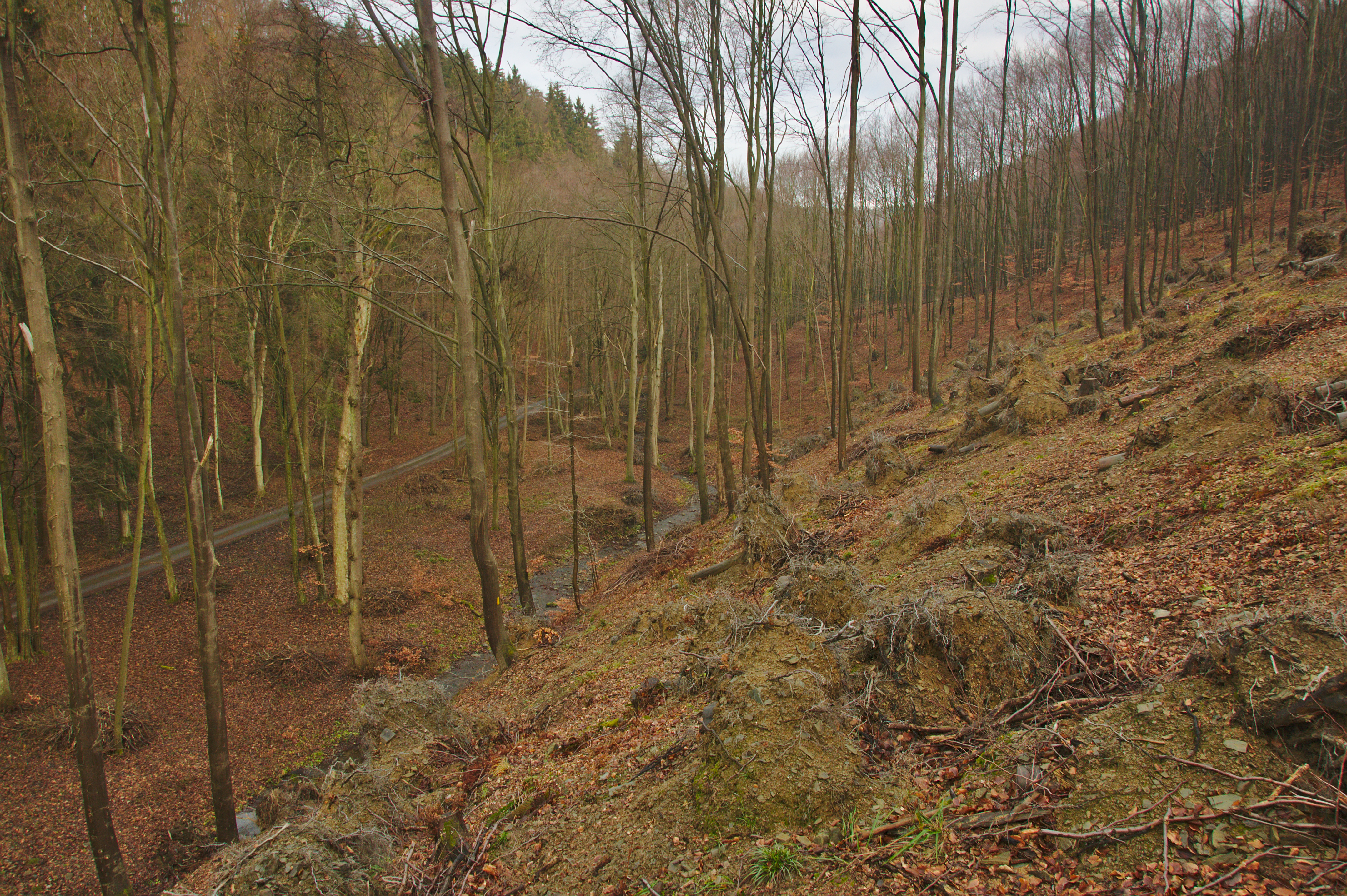
Repešský žleb s potokem
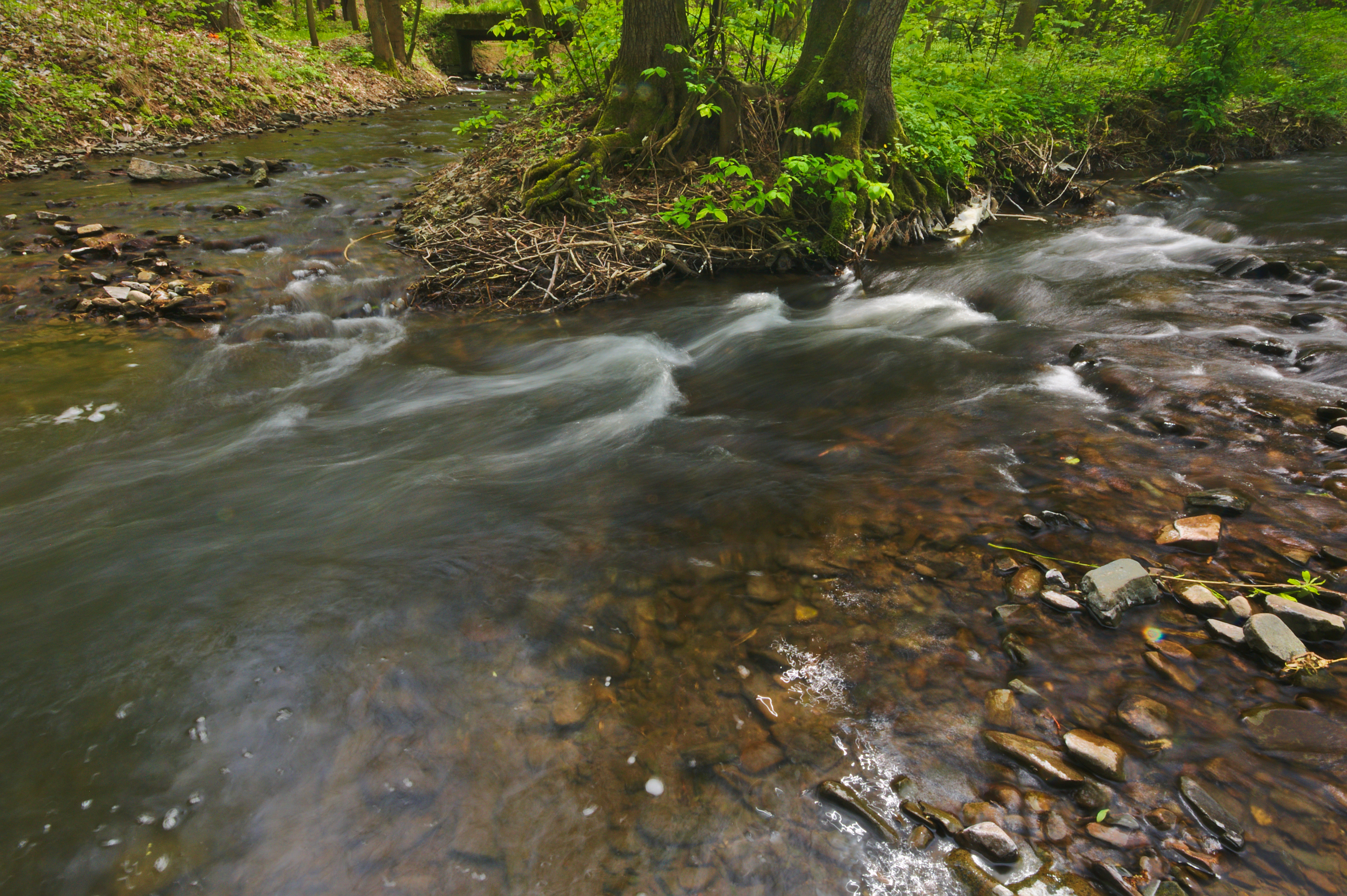
Soutok Repešského potoka (vlevo) s Hloučelou (vpravo)